# Rallye de Pologne 2009
Le Rallye de Pologne 2009 est le 8e rallye du Championnat du monde des rallyes 2009.

## Spéciales chronométrées
| Étape       | Spéciale | Heure   | Nom         | Distance | Vainqueur          | Temps         | Leader         |
| ----------- | -------- | ------- | ----------- | -------- | ------------------ | ------------- | -------------- |
| 1 (25 juin) | SS1      | 20 h 00 | Mikołajki 1 | 2,50 km  | Petter Solberg     | 1 min 48 s 3  | Petter Solberg |
| 2 (26 juin) | SS2      | 09 h 51 | Grabówka 1  | 12,09 km | Mikko Hirvonen     | 6 min 49 s 7  | Sébastien Loeb |
| 2 (26 juin) | SS3      | 10 h 19 | Pianki 1    | 11,34 km | Mikko Hirvonen     | 5 min 22 s 2  | Mikko Hirvonen |
| 2 (26 juin) | SS4      | 10 h 39 | Paprotki 1  | 33,17 km | Jari-Matti Latvala | 18 min 14 s 0 | Mikko Hirvonen |
| 2 (26 juin) | SS5      | 14 h 01 | Grabówka 2  | 12,09 km | Jari-Matti Latvala | 6 min 49 s 3  | Mikko Hirvonen |
| 2 (26 juin) | SS6      | 14 h 29 | Pianki 2    | 11,34 km | Mikko Hirvonen     | 5 min 15 s 4  | Mikko Hirvonen |
| 2 (26 juin) | SS7      | 14 h 59 | Paprotki 2  | 33,17 km | Jari-Matti Latvala | 17 min 57 s 2 | Mikko Hirvonen |
| 3 (27 juin) | SS8      | 10 h 14 | Danowo 1    | 11,88 km | Sébastien Loeb     | 6 min 18 s 1  | Mikko Hirvonen |
| 3 (27 juin) | SS9      | 10 h 59 | Gawliki 1   | 32,75 km | Dani Sordo         | 17 min 44 s 4 | Mikko Hirvonen |
| 3 (27 juin) | SS10     | 11 h 52 | Wydminy 1   | 30,09 km | Sébastien Loeb     | 15 min 40 s 9 | Mikko Hirvonen |
| 3 (27 juin) | SS11     | 15 h 18 | Danowo 2    | 11,88 km | Mikko Hirvonen     | 6 min 12 s 5  | Mikko Hirvonen |
| 3 (27 juin) | SS12     | 16 h 03 | Gawliki 2   | 32,75 km | Sébastien Loeb     | 17 min 21 s 1 | Mikko Hirvonen |
| 3 (27 juin) | SS13     | 16 h 56 | Wydminy 2   | 30,09 km | Sébastien Loeb     | 15 min 26 s 9 | Mikko Hirvonen |
| 4 (28 juin) | SS14     | 07 h 51 | Miłki 1     | 27,07 km | Sébastien Ogier    | 13 min 59 s 3 | Mikko Hirvonen |
| 4 (28 juin) | SS15     | 08 h 57 | Tros 1      | 15,11 km | Henning Solberg    | 7 min 53 s 2  | Mikko Hirvonen |
| 4 (28 juin) | SS16     | 11 h 49 | Miłki 2     | 27,07 km | Henning Solberg    | 13 min 56 s 0 | Mikko Hirvonen |
| 4 (28 juin) | SS17     | 12 h 55 | Tros 2      | 15,11 km | Sébastien Loeb     | 7 min 44 s 4  | Mikko Hirvonen |
| 4 (28 juin) | SS18     | 14 h 24 | Mikołajki 2 | 2,50 km  | Petter Solberg     | 1 min 49 s 0  | Mikko Hirvonen |

Résultat
| Rang | Pilote              | Temps            |
| ---- | ------------------- | ---------------- |
| 1    | Mikko Hirvonen      | 3 h 7 min 27 s 5 |
| 2    | Dani Sordo          | 1 min 10 s 3     |
| 3    | Henning Solberg     | 2 min 5 s 7      |
| 4    | Petter Solberg      | 2 min 24 s 2     |
| 5    | Matthew Wilson      | 4 min 17 s 5     |
| 6    | Krzysztof Holowczyc | 4 min 33 s 9     |
| 7    | Sébastien Loeb      | 19 min 15 s 1    |
| 8    | Conrad Rautenbach   | 19 min 20 s 6    |
| 9    | Evgeny Novikov      | 19 min 26 s 2    |
| 10   | M BEBENEK           | 23 min 08 s 7    |

## Classements au championnat après l'épreuve

### Classement des pilotes
| Rang | Pilote                | Rallyes | Rallyes | Rallyes | Rallyes | Rallyes | Rallyes | Rallyes | Rallyes | Rallyes | Rallyes | Rallyes | Rallyes | Total points |
| Rang | Pilote                | IRL     | NOR     | CYP     | POR     | ARG     | ITA     | GRE     | POL     | FIN     | AUS     | ESP     | GBR     | Total points |
| ---- | --------------------- | ------- | ------- | ------- | ------- | ------- | ------- | ------- | ------- | ------- | ------- | ------- | ------- | ------------ |
| 1er  | Mikko Hirvonen        | 6       | 8       | 8       | 8       | Ab.     | 8       | 10      | 10      |         |         |         |         | 58           |
| 2e   | Sébastien Loeb        | 10      | 10      | 10      | 10      | 10      | 5       | Ab.     | 2       |         |         |         |         | 57           |
| 3e   | Daniel Sordo          | 8       | 4       | 5       | 6       | 8       | 0       | 0       | 8       |         |         |         |         | 39           |
| 4e   | Henning Solberg       | 5       | 5       | 0       | 4       | 6       | 1       | 0       | 6       |         |         |         |         | 27           |
| 5e   | Jari-Matti Latvala    | 0       | 6       | 0       | Ab.     | 3       | 10      | 6       | Ab.     |         |         |         |         | 25           |
| 6e   | Petter Solberg        | -       | 3       | 6       | 5       | Ab.     | 6       | Ab.     | 5       |         |         |         |         | 25           |
| 7e   | Matthew Wilson        | 2       | 2       | 4       | Ab.     | 4       | 3       | 0       | 4       |         |         |         |         | 19           |
| 8e   | Federico Villagra     | -       | -       | 2       | 2       | 5       | Ab.     | 5       | -       |         |         |         |         | 14           |
| 9e   | Sébastien Ogier       | 3       | 0       | Ab.     | 0       | 2       | Ab.     | 8       | Ab.     |         |         |         |         | 13           |
| 10e  | Conrad Rautenbach     | 0       | Ab.     | 3       | Ab.     | Ab.     | 0       | 4       | 1       |         |         |         |         | 8            |
| 11e  | Mads Østberg          | -       | 0       | -       | 3       | -       | 2       | 2       | Ab.     |         |         |         |         | 7            |
| 12e  | Khalid al-Qassimi     | 1       | -       | 1       | 1       | -       | 0       | 3       | -       |         |         |         |         | 6            |
| 13e  | Chris Atkinson        | 4       | -       | -       | -       | -       | -       | -       | -       |         |         |         |         | 4            |
| 14e  | Evgeny Novikov        | -       | 0       | Ab.     | Ab.     | -       | 4       | 0       | 0       |         |         |         |         | 4            |
| 15e  | Krzysztof Holowczyc   | -       | -       | -       | -       | -       | -       | -       | 3       |         |         |         |         | 3            |
| 16e  | Urmo Aava             | 0       | 1       | -       | -       | -       | -       | -       | -       |         |         |         |         | 1            |
| 16e  | Nasser Al Attiyah     | -       | -       | 0       | 0       | 1       | 0       | 0       | -       |         |         |         |         | 1            |
| 16e  | Lambros Athanassoulas | -       | -       | -       | -       | -       | -       | 1       | -       |         |         |         |         | 1            |

| Couleur | Résultat                                                         |
| ------- | ---------------------------------------------------------------- |
| Or      | Vainqueur                                                        |
| Argent  | 2e place                                                         |
| Bronze  | 3e place                                                         |
| Vert    | Classé, dans les points                                          |
| Bleu    | Classé, hors des points Non classé (Nc.)                         |
| Mauve   | Abandon (Ab.) Retrait (Re.)                                      |
| Noir    | Disqualifié (Dq.)                                                |
| Blanc   | N'a pas pris le départ (Np.) Forfait (Forf.) Épreuve annulée (A) |
| Aucune  | N'a pas participé (-)                                            |

### Classement des constructeurs
| Rang | Équipe                             | Rallyes | Rallyes | Rallyes | Rallyes | Rallyes | Rallyes | Rallyes | Rallyes | Rallyes | Rallyes | Rallyes | Rallyes | Total points |
| Rang | Équipe                             | IRL     | NOR     | CYP     | POR     | ARG     | ITA     | GRE     | POL     | FIN     | AUS     | ESP     | GBR     | Total points |
| ---- | ---------------------------------- | ------- | ------- | ------- | ------- | ------- | ------- | ------- | ------- | ------- | ------- | ------- | ------- | ------------ |
| 1er  | Citroën Total WRT                  | 18      | 14      | 16      | 16      | 18      | 8       | 4       |         |         |         |         |         | 94           |
| 2e   | BP-Ford Abu Dhabi WRT              | 8       | 14      | 10      | 8       | 3       | 18      | 18      |         |         |         |         |         | 79           |
| 3e   | Stobart VK M-Sport Ford Rally Team | 8       | 8       | 6       | 5       | 10      | 7       | 5       |         |         |         |         |         | 49           |
| 4e   | Citroën Junior Team                | 5       | 2       | 4       | 0       | 2       | 5       | 6       |         |         |         |         |         | 24           |
| 5e   | Munchi's Ford World Rally Team     | 0       | 0       | 3       | 4       | 5       | 0       | 6       |         |         |         |         |         | 18           |